# Браун, Бобби (визажистка)
Бобби Браун (род. 14 апреля 1957) — предпринимательница, основательница и генеральный исполнительный директор Bobbi Brown Cosmetics.

## Биография
Рождённая в Чикаго, Иллинойс, Браун окончила колледж Эмерсон в Бостоне с дипломом театрального гримера. Впоследствии, она переехала в Нью-Йорк и работала профессиональным визажистом. В 1991 году совместно с химиком выпустила линию помады под маркой Bobbi Brown Essentials, которая дебютировала в Bergdorf Goodman в Нью-Йорке. Сегодня линия доступна во многих розничных магазинах, например в Lord & Taylor. Успех косметической линии привел к тому, что компанию в 1995 году купили Estée Lauder.
В добавку к созданию макияжа для обложек журналов и модных показов, Браун является эксклюзивным бьюти-редактором The Today Show и частым гостем на каналах E! и Style. Она автор книг Bobbi Brown Beauty, Bobbi Brown Makeup Manual, Bobbi Brown Teenage Beauty, Beauty Rules и Bobbi Brown Beauty Evolution. 24 октября 2006 года Браун стала членом правления колледжа Эмерсон.
Браун является партнёром благотворительной организации Dress for Success, которая предоставляет малоимущим женщинам одежду для собеседований о приеме на работу. Также женщины получают базовый макияж от визажистов Bobbi Brown Essentials.

### Личная жизнь
Браун живёт в Монтклэре, Нью-Джерси с мужем Стивеном Плофкером и тремя сыновьями.